# Need for Speed: Underground
Need for Speed: Underground (kurz NFSU) ist der siebte Teil der von Electronic Arts entwickelten Rennspielserie Need for Speed und erschien in Europa erstmals am 21. November 2003 für PlayStation 2, GameCube und Xbox. Bereits am 17. November 2003 wurde das Spiel in den USA veröffentlicht. Dort wurde an diesem Datum auch die PC-Version veröffentlicht, die in Europa am 28. November 2003 veröffentlicht wurde. Am 18. Dezember 2003 (Nordamerika) bzw. am 16. Januar 2004 wurde schließlich noch eine Version für den Game Boy Advance veröffentlicht.

## Spielprinzip
Spielerisch orientiert sich dieser Teil sehr stark an dem Film „The Fast and the Furious“. So sind die meisten der nutzbaren Fahrzeuge von ostasiatischen Herstellern. Im Vergleich zum Vorgänger Need for Speed: Hot Pursuit 2 gibt es einige deutliche Änderungen. So finden alle Rennen nun in der Nacht statt, außerdem gibt es keine Polizei mehr. Auch finden die Rennen nicht mehr überwiegend in der Natur, sondern nur noch in der fiktiven Stadt Olympic City statt. Diese Stadt hat zwar ein ausgestaltetes Straßennetz, ist aber dennoch nicht frei befahrbar.
Neben den klassischen Renn-Modi wie Rundkursrennen und Sprintrennen mit unterschiedlichem Start- und Zielpunkt gibt es als neue Renn-Modi Drift- und Drag-Rennen. Bei den Driftrennen werden Punkte durch möglichst waghalsiges und spektakuläres Driften erzielt und der Fahrer mit den meisten Punkten gewinnt. Drag-Rennen finden über eine relativ kurze Distanz auf geraden Strecken statt. Im Gegensatz zu den anderen Renn-Modi gibt es hier kein Automatikgetriebe. Gewonnen hat der Fahrer, der als erstes im Ziel ist. Erreicht wird dies, indem zum richtigen Zeitpunkt geschaltet wird.
Eine weitere Neuerung sind die erweiterten Tuningmöglichkeiten. War es in den meisten Vorgängern nur möglich die Farbe des Autos anzupassen, so ist es in Underground möglich das Auto auch von der Leistung her zu verändern. So lassen sich z. B. stärkere Motoren oder eine Einspritzanlage für Nitro-Gas einbauen. Daneben gibt es noch optische Tuningmöglichkeiten wie Heckspoiler, Felgen oder ganze Karosseriekits.
Der Soundtrack basierte auf Liedern von angesagten Rock- und Hip-Hop-Künstlern wie T.I., Nate Dogg, Lil Jon, The Eastsideboyz, Static-X und Asian Dub Foundation.

## Handlung
Die Handlung beginnt mit dem Protagonisten, der sich mitten in einem Rundkurs-Rennen befindet. Er fährt einen getunten Acura Integra Type R, als er plötzlich von Samantha, einer Freundin des Protagonisten, aus einem Tagtraum gerissen wird.
Die Handlung von Need for Speed Underground findet in der fiktiven Stadt Olympic City statt. Der Spieler tritt im Laufe des Spiels gegen die Straßen-Bande „The Eastsiders“ an, die von Eddie angeführt wird. Nach einiger Zeit lernt der Spieler den Mechaniker TJ kennen, der dem Spieler, so wie Samantha auch, des Öfteren exklusive Tuning-Teile anbietet. Gegen Ende des Spiels wird TJ jedoch zum Antagonisten.
Nachdem man genug Aufmerksamkeit durch Rennsiege erregt hat, fordert Eddie den Spieler auf, ein Rennen gegen Samantha zu fahren. Samanthas Honda Civic erleidet jedoch einen Motorschaden und TJ schnappt sich den kaputten Civic. Der Spieler kann den Honda Civic aber durch ein Rennen zurückgewinnen.
Danach fordert Eddie den Protagonisten zum Rennen auf. Nachdem der Spieler gegen ihn gewonnen hat, erscheint ein silbern-farbiger Nissan 350Z, der den Spieler nun ebenfalls zu einem Duell auffordert. Nach diesem Duell stellt sich heraus, dass die Fahrerin des Nissan 350Z Melissa ist.
Die Handlung wird mit Need for Speed: Underground 2 fortgesetzt.

## Technik
Im Spiel werden sehr viele, teilweise übertriebene Lichteffekte genutzt. Außerdem wird eine sehr starke Bewegungsunschärfe verwendet.
Nachdem es bereits mehrmals angekündigt worden war, hat Electronic Arts die Server für den Online-Modus im Dezember 2007 vom Netz genommen.

## Gameplay

### Events
Need for Speed: Underground beinhaltet eine Vielzahl von verschiedenen Rennen. Spieler können durch das Gewinnen dieser Events Upgrades und Autos freischalten.
- Circuit/Rundkurs – Der Spieler tritt in geschlossenen Rundkursen mit einer festgelegten Anzahl von Runden gegen andere Rennfahrer an.
- Drag – Der Spieler tritt gegen andere Rennfahrer auf einer geschlossenen geraden Straße an. Wer die Strecke am schnellsten bewältigt, gewinnt das Event.
- Drift – Die Spieler müssen um Kurven driften, um Punkte entlang einer geschlossenen Strecke zu sammeln. Je nach Geschwindigkeit und Winkel des Fahrzeugs erhalten die Spieler mehr Punkte. Der Gewinner ist der Spieler mit der höchsten Punktzahl.
- Sprint – Der Spieler tritt gegen andere Rennfahrer auf einem vorgegebenen Track von Punkt A nach Punkt B an.

### Tuning
Die Fahrzeuge in Underground können sowohl mit Leistungsmodifikationen als auch mit visuellen Modifikationen wie Lackfarben, Neonlichtern und Karosseriebausätzen verändert werden. Spieler haben die Möglichkeit, die Leistung ihres Autos zu steigern, indem sie Leistungssteigerungen am Auto vornehmen. Der Spieler kann den Motor, den Antriebsstrang, die Federung, die Reifen und das Motorsteuergerät (ECU) seines Autos austauschen und aufrüsten. Weiters können die Spieler auch Lachgas und Turbolader einbauen und das Gewicht des Fahrzeugs reduzieren.

### Rennstrecken
| Circuit/Rundkurse | Sprint             | Sprint | Drag                        |
| Atlantica         | Liberty Gardens    | 4,3 km | 14 th and Vine Construction |
| Inner City        | Broadway           | 6,4 km | 14 th and Vine              |
| Market Street     | Lock Up            | 7,5 km | Highway 1                   |
| National Rail     | Bedard Bridge      | 7,0 km | Main Street                 |
| Olympic Square    | 1st Ave Truck Stop | 6,1 km | Main Street Construction    |
| Port Royal        | 7th & Sparling     | 6,6 km | Commercial                  |
| Stadium           | 9th & Frey         | 7,5 km |                             |
| Terminal          | Spillway           | 8,0 km |                             |

Darüber hinaus beinhaltet das Spiel 8 Drift-Kurse.

## Wagenliste
Need for Speed: Underground beinhaltet insgesamt 20 lizenzierte Fahrzeuge. Der Schwerpunkt liegt bei Wagen der Mittelklasse, der Kompaktklasse und Coupés.
| Honda Integra Type R   | Mitsubishi Lancer ES      |
| Acura RSX              | Nissan 350Z               |
| Dodge Neon             | Nissan Sentra SE-R Spec-V |
| Ford Focus ZX3         | Nissan Skyline GT-R R34   |
| Honda Civic Si Coupe   | Peugeot 206 S16           |
| Honda S2000            | Subaru Impreza 2.5 RS     |
| Hyundai Tiburon GT     | Toyota Celica             |
| Mazda Miata MX-5       | Toyota Supra              |
| Mazda RX-7             | Volkswagen Golf GTI       |
| Mitsubishi Eclipse GSX | Nissan 240SX              |

## Soundtracks
| Autor                       | Song                    |
| Overseer                    | Doomsday                |
| The Crystal Method          | Born Too Slow           |
| Rancid                      | Out of Control          |
| Rob Zombie                  | Two Lane Blacktop       |
| BT                          | Kimosabe                |
| Static-X                    | The Only                |
| Element Eighty              | Broken Promises         |
| Asian Dub Foundation        | Fortress Europe         |
| Hotwire                     | Invisible               |
| Story of the Year           | And the Hero Will Drown |
| Andy Hunter                 | The Wonders of You      |
| Junkie XL                   | Action Radius           |
| Fuel                        | Quarter                 |
| Jerk                        | Sucked In               |
| Fluke                       | Snapshot                |
| Lostprophets                | To Hell We Ride         |
| Overseer                    | Supermoves              |
| FC Kahuna                   | Glitterball             |
| Blindside                   | Swallow                 |
| Lil Jon & The Eastside Boyz | Get Low                 |
| Mystikal                    | Smashing the Gas        |
| Dilated Peoples             | Who’s Who               |
| Nate Dogg                   | Keep it Coming          |
| X-Ecutioners                | Body Rock               |
| Petey Pablo                 | Need for Speed          |
| T.I.                        | 24's                    |

## Rezensionen
Need for Speed: Underground erhielt größtenteils positive Bewertungen. GameRankings und Metacritic gaben dem Spiel 85 von 100 Punkten für die PlayStation 2 Version, 83 von 100 für die GameCube Version, 82 von 100 für die PC-Version, 83 von 100 für die Xbox Version und 77 von 100 für die Game Boy Advance Version. Die einzigen Beschwerden, die Kritiker hatten, waren die sich zu oft wiederholenden Strecken, die unausgewogene Gummiband-KI und das Fehlen von einem Free Roaming und einem Schadensmodell.
Die Redaktion der Computer Gaming World verlieh Underground im Jahr 2003 die Auszeichnung „Racing Game of the Year“.